# 8304 Ryomichico
8304 Ryomichico este un asteroid din centura principală de asteroizi.

## Descriere
8304 Ryomichico este un asteroid din centura principală de asteroizi. A fost descoperit pe 22 februarie 1995 la Ōizumi de Takao Kobayashi. El prezintă o orbită caracterizată de o semiaxă mare de 2,46 ua, o excentricitate de 0,14 și o înclinație de 2,0° în raport cu ecliptica.